# Tim Ream
 Timothy Ream  (San Luis, Misuri, Estados Unidos, 5 de octubre de 1987) es un futbolista estadounidense. Juega como defensa y su equipo es el Charlotte F. C. de la Major League Soccer.

## Inicios
En su escuela secundaria, St. Dominic, Ream terminó su carrera con 15 goles y un récord de 39 asistencias. Esto le valió ser seleccionado como parte del equipo estelar del estado y la conferencia, fue nombrado jugador defensivo del año tanto en 2004 como en 2005, fue parte del equipo estelar seleccionado por el St. Louis Post-Dispatch del área metropolitana de San Luis y fue Jugador del Año de la Asociación Atlética de la Arquidiócesis en 2005. Ayudó a St. Dominic a alcanzar el título estatal en 2004.
Ream luego pasó a estudiar a la Universidad de San Luis, donde fue una figura regular como defensor para los Saint Louis Billikens, siendo elegido al equipo estelar de la región y la conferencia.
Durante sus años universitarios, Ream también jugó para el Chicago Fire Premier de la USL Premier Development League.

## Trayectoria

### New York Red Bulls
Ream fue seleccionado en la segunda ronda del MLS SuperDraft 2010 por los New York Red Bulls. Su juego durante la temporada sirvió para sorprender a algunos observadores, incluyendo al nuevo entrenador Hans Backe quién se mostró contento con su distribución y su disciplina táctica.
El 17 de marzo de 2010, Backe dijo sobre Ream: 

Tiene futuro. No quiero decir mucho, pero Ream tiene posibilidades de ser jugador de selección. Es un defensa central que se siente cómodo con el balón. Tiene buen pase. Un central tipo europeo, quien yo pienso, me recuerda a Rio Ferdinand de la Premier League. Ream es fuerte tacticamente, y es claramente bueno por alto. Tiene gran actitud y espíritu.

Ream jugó su primer partido completo en el partido inaugural del Red Bull Arena en la victoria 3-1 sobre el Santos FC. Ream debutó como profesional el 27 de marzo de 2010 en la victoria 1-0 sobre el Chicago Fire en el partido inaugural de la temporada 2010 de la Major League Soccer. Ream terminó su primera temporada como profesional habiendo sido titular en los 30 partidos jugados por New York y ayudó al equipo a capturar su segundo título de conferencia.
Luego de la conclusión de la temporada 2010, Ream fue uno de los tres candidatos a ser el Novato del Año de la MLS. Durante su segunda temporada en Nueva York, jugó como titular 28 de los 34 partidos de la temporada regular. Solo se perdió seis partidos debido a que fue seleccionado para jugar la Copa de Oro de la CONCACAF con la Selección de fútbol de los Estados Unidos.

### Bolton Wanderers

#### Temporada 2011-12
En diciembre de 2011, luego de la conclusión de la temporada 2011 de la MLS, Ream pasó un corto periodo de tiempo entrenando con West Bromwich Albion y Bolton Wanderers con el permiso de los New York Red Bulls, con la intención de mantener su estado físico durante el receso de invierno de la MLS. A principios de enero de 2012, Bolton hizo una oferta de 2.5 millones de dólares para comprar los servicios de Ream para reemplazar a Gary Cahill, quien había sido comprado recientemente por el Chelsea.
 La oferta fue aceptada por los Red Bulls, Ream llegó a un acuerdo personal con Bolton, y días después, el 24 de enero, se le otorgó el permiso de trabajo. Ream debutó con Bolton el 18 de febrero en la victoria 2-0 sobre el Milwall por la FA Cup.

#### Temporada 2012-13
Ream inició la temporada 2012-13 como titular, debutando en la Football League Championship el 18 de agosto de 2012 en la derrota 2-0 el Bolton ante el Burnley F.C..

#### Temporada 2013-14
Ream fue un importante jugador para el Bolton en la 2013-14, jugando casi todos los partidos del club y finalmente siendo nombrado como el jugador del año tanto por la asociación de hinchas como por el club mismo.

### Fulham FC
El 20 de agosto de 2015, Ream dejó a los Wanderers para unirse al Fulham FC de Londres, firmando contrato por cuatro años.

## Selección nacional
El 11 de noviembre de 2010 fue llamado a la selección de fútbol de los Estados Unidos por primera vez, como uno de los 18 jugadores seleccionados para un partido contra Sudáfrica el 17 de noviembre en Ciudad del Cabo. Ream debutó con la selección jugando contra Sudáfrica el 17 de noviembre de 2010. Fue titular y jugó hasta el minuto 67 antes de ser reemplazado por Nat Borchers. Estados Unidos ganó el partido con un gol de su compañero de equipo en el Red Bull, Juan Agudelo.
El 22 de enero de 2011, Ream jugó su segundo partido internacional en el encuentro frente a Chile. El partido terminaría empatado 1-1. Ream jugó los 90 minutos como defensa central. Luego jugó más minutos para la selección nacional que ningún otro jugador en los primeros meses de 2011 antes de la Copa de Oro de la CONCACAF y fue titular en el primer partido del torneo en la victoria 2-0 sobre Canadá. Ream también fue titular en el segundo partido contra Panamá, en el cual Estados Unidos perdió 1-2 (está fue la primera derrota de una selección estadounidense en la fase de grupos en la historia de la Copa de Oro). En el minuto 34, Ream cometió una falta sobre Blas Pérez dentro del área, la cual resultó en un penal para Panamá. El penal fue convertido por Gabriel Gómez y se convirtió en el gol de la victoria. En el siguiente partido contra Guadalupe, Ream fue reemplazado por Eric Lichaj y no jugó en los últimos cuatro partidos de la Copa de Oro.
Ream volvió a jugar con la selección de Estados Unidos en el amistoso contra Ecuador el 11 de octubre de 2011, entrando en el minuto 73 por el capitán Carlos Bocanegra. No volvería a ser convocado hasta agosto de 2013, cuando fue seleccionado para un amistoso frente a Bosnia y Herzegovina en Sarajevo. Ream volvería a vestir la camiseta de la selección norteamericana el 3 de septiembre de 2014, ingresando en el segundo tiempo en la victoria 1-0 sobre la República Checa en Praga.
En junio de 2015, Ream fue incluido en la nómina preliminar para la Copa de Oro 2015. Fue confirmado en la lista final de 23 jugadores el 23 de junio de 2015.
El 22 de mayo de 2016 anotó su primer gol internacional en la victoria 3-1 de los Estados Unidos sobre Puerto Rico en un partido amistoso.

### Participaciones en Copas de Oro
| Torneo                          | Sede                   | Resultado    |
| ------------------------------- | ---------------------- | ------------ |
| Copa de Oro de la Concacaf 2015 | Estados Unidos/ Canadá | Cuarto lugar |

### Goles con la selección de Estados Unidos
| #  | Fecha              | Lugar                                          | Oponente    | Gol | Resultado | Competición |
| -- | ------------------ | ---------------------------------------------- | ----------- | --- | --------- | ----------- |
| 1. | 22 de mayo de 2016 | Estadio Juan R. Loubriel, Bayamón, Puerto Rico | Puerto Rico | 1-0 | 3 – 1     | Amistoso    |

## Estadísticas
Actualizado a la temporada 2024.
| Club                              | Div.          | Temporada     | Liga  | Liga  | Copas nacionales | Copas nacionales | Torneos internacionales | Torneos internacionales | Total | Total |
| Club                              | Div.          | Temporada     | Part. | Goles | Part.            | Goles            | Part.                   | Goles                   | Part. | Goles |
| --------------------------------- | ------------- | ------------- | ----- | ----- | ---------------- | ---------------- | ----------------------- | ----------------------- | ----- | ----- |
| Red Bull New York Estados Unidos  | 1.ª           | 2010          | 32    | 1     | 1                | 0                | —                       | —                       | 33    | 1     |
| Red Bull New York Estados Unidos  | 1.ª           | 2011          | 31    | 0     | 1                | 0                | —                       | —                       | 32    | 0     |
| Red Bull New York Estados Unidos  | Total club    | Total club    | 63    | 1     | 2                | 0                | —                       | —                       | 65    | 1     |
| Bolton Wanderers F. C. Inglaterra | 1.ª           | 2011-12       | 13    | 0     | 2                | 0                | —                       | —                       | 15    | 0     |
| Bolton Wanderers F. C. Inglaterra | 2.ª           | 2012-13       | 15    | 0     | 2                | 0                | —                       | —                       | 17    | 0     |
| Bolton Wanderers F. C. Inglaterra | 2.ª           | 2013-14       | 40    | 0     | 3                | 0                | —                       | —                       | 43    | 0     |
| Bolton Wanderers F. C. Inglaterra | 2.ª           | 2014-15       | 42    | 0     | 5                | 0                | —                       | —                       | 47    | 0     |
| Bolton Wanderers F. C. Inglaterra | Total club    | Total club    | 110   | 0     | 12               | 0                | —                       | —                       | 122   | 0     |
| Fulham F. C. Inglaterra           | 2.ª           | 2015-16       | 29    | 0     | 3                | 0                | —                       | —                       | 32    | 0     |
| Fulham F. C. Inglaterra           | 2.ª           | 2016-17       | 36    | 1     | 6                | 0                | —                       | —                       | 42    | 1     |
| Fulham F. C. Inglaterra           | 2.ª           | 2017-18       | 47    | 1     | 1                | 0                | —                       | —                       | 48    | 1     |
| Fulham F. C. Inglaterra           | 1.ª           | 2018-19       | 26    | 0     | 3                | 0                | —                       | —                       | 29    | 0     |
| Fulham F. C. Inglaterra           | 2.ª           | 2019-20       | 47    | 0     | 1                | 0                | —                       | —                       | 48    | 0     |
| Fulham F. C. Inglaterra           | 1.ª           | 2020-21       | 7     | 0     | 3                | 0                | —                       | —                       | 10    | 0     |
| Fulham F. C. Inglaterra           | 2.ª           | 2021-22       | 46    | 1     | 1                | 0                | —                       | —                       | 47    | 1     |
| Fulham F. C. Inglaterra           | 1.ª           | 2022-23       | 33    | 1     | 2                | 0                | —                       | —                       | 35    | 1     |
| Fulham F. C. Inglaterra           | 1.ª           | 2023-24       | 18    | 1     | 3                | 0                | ―                       | ―                       | 21    | 1     |
| Fulham F. C. Inglaterra           | Total club    | Total club    | 289   | 5     | 23               | 0                | —                       | —                       | 312   | 5     |
| Charlotte F. C. Estados Unidos    | 1.ª           | 2024          | 12    | 1     | ―                | ―                | ―                       | ―                       | 12    | 1     |
| Charlotte F. C. Estados Unidos    | Total club    | Total club    | 12    | 1     | ―                | ―                | ―                       | ―                       | 12    | 1     |
| Total carrera                     | Total carrera | Total carrera | 474   | 7     | 37               | 0                | —                       | —                       | 511   | 7     |
| 1. 2.                             |               |               |       |       |                  |                  |                         |                         |       |       |

## Palmarés

### Títulos nacionales
| Título           | Club         | País       | Año  |
| ---------------- | ------------ | ---------- | ---- |
| EFL Championship | Fulham F. C. | Inglaterra | 2022 |

### Títulos internacionales
| Título                          | Club (*)       | Sede           | Año  |
| ------------------------------- | -------------- | -------------- | ---- |
| Liga de Naciones de la Concacaf | Estados Unidos | Estados Unidos | 2020 |
| Liga de Naciones de la Concacaf | Estados Unidos | Estados Unidos | 2024 |

(*) Incluyendo la selección.

### Distinciones individuales
| Distinción                                 | Año     |
| ------------------------------------------ | ------- |
| Jugador del Año del Bolton Wanderers F. C. | 2013-14 |
| Jugador del Año del Bolton Wanderers F. C. | 2014-15 |